# Rivière aux Mélèzes
Der Rivière aux Mélèzes ist der linke Quellfluss des Rivière Koksoak in der Region Nunavik in der kanadischen Provinz Québec.

## Flusslauf
Der ca. 297 km lange Fluss hat seinen Ursprung in dem See Lac en Dentelle, 50 km nordnordöstlich der Lacs des Loups Marins, auf einer Höhe von 296 m. Er fließt anfangs 36 km in Richtung Ostsüdost. Anschließend wendet sich der Fluss in Richtung Ostnordost und behält den Kurs bis zu seiner Mündung ein. Bei Flusskilometer 185 erreicht er den 25 km langen Lac Natuak, den er durchfließt. Bei Flusskilometer 104 trifft der bedeutendste Nebenfluss, der Rivière Du Gué, von Süden kommend auf den Rivière aux Mélèzes. Der Rivière aux Mélèzes vereinigt sich schließlich mit dem aus Süden heranströmenden Rivière Caniapiscau zum Rivière Koksoak.

## Etymologie
Der Flussname bedeutet im Französischen „Lärchen-Fluss“. Im Englischen wird auch die Bezeichnung Larch River benutzt. In der Inuit-Sprache wird der Fluss auch Kuuvik genannt.
Der Flussname leitet sich wahrscheinlich von der Existenz von Lärchen in den geschützten Flusstälern des Rivière aux Mélèzes ab, während an weniger geschützten Orten die Landschaft derjenigen einer jenseits der nördlichen Baumgrenze entspricht.
Das Einzugsgebiet des Flusses ist weitgehend unbewohnte Tundra. Dank der starken Vergletscherung während der letzten Eiszeit ist das Gebiet überwiegend flach mit geringen Erhebungen über Meereshöhe. Das Klima ist polar mit Temperaturen von −20 °C im Januar und 8 °C im Juli.
Der Fluss floss wahrscheinlich vor dem Pleistozän zur Hudson Bay. Während 90 Prozent des Quartärs war Nunavik von einer bis zu 4 km starken Gletscherschicht bedeckt. Eisdämme und Moränen verhinderten während der kurzen eisfreien Perioden ein Abfließen nach Westen, so dass der Fluss zum Rivière Koksoak umgelenkt wurde.

## Hydrometrie
Etwa 7 km oberhalb der Vereinigung mit dem Rivière Caniapiscau befindet sich der Abflusspegel 03KC004 (⊙). Der gemessene mittlere Abfluss (MQ) an dieser Stelle beträgt 602 m³/s. Das zugehörige Einzugsgebiet beträgt 40.400 km².
Im folgenden Schaubild werden die mittleren monatlichen Abflüsse des Rivière aux Mélèzes am Pegel 03LA002 für die Messperiode 1965–2919 in m³/s dargestellt.